# Список видов семейства Ammoxenidae
Список всех описанных видов пауков семейства Ammoxenidae на 21 апреля 2008 года. 

## Ammoxenus
Ammoxenus Simon, 1893
- Ammoxenus amphalodes Dippenaar & Meyer, 1980 — Южная Африка
- Ammoxenus coccineus Simon, 1893 — Намибия
- Ammoxenus daedalus Dippenaar & Meyer, 1980 — Южная Африка
- Ammoxenus kalaharicus Benoit, 1972 — Ботсвана, Южная Африка
- Ammoxenus pentheri Simon, 1896 — Ботсвана, Южная Африка
- Ammoxenus psammodromus Simon, 1910 — Южная Африка

## Austrammo
Austrammo Platnick, 2002
- Austrammo harveyi Platnick, 2002 — Западная Австралия, Южная Австралия
- Austrammo hirsti Platnick, 2002 — Южная Австралия, Тасмания
- Austrammo monteithi Platnick, 2002 — Восточная Австралия
- Austrammo rossi Platnick, 2002 — Западная Австралия, Северные Территории

## Barrowammo
Barrowammo Platnick, 2002
- Barrowammo waldockae Platnick, 2002 — Западная Австралия

## Rastellus
Rastellus Platnick & Griffin, 1990
- Rastellus africanus Platnick & Griffin, 1990 — Намибия, Ботсвана
- Rastellus deserticola Haddad, 2003 — Южная Африка
- Rastellus florisbad Platnick & Griffin, 1990 — Южная Африка
- Rastellus kariba Platnick & Griffin, 1990 — Зимбабве
- Rastellus narubis Platnick & Griffin, 1990 — Намибия
- Rastellus sabulosus Platnick & Griffin, 1990 — Намибия
- Rastellus struthio Platnick & Griffin, 1990 — Намибия, Ботсвана